# Matthew Wachter

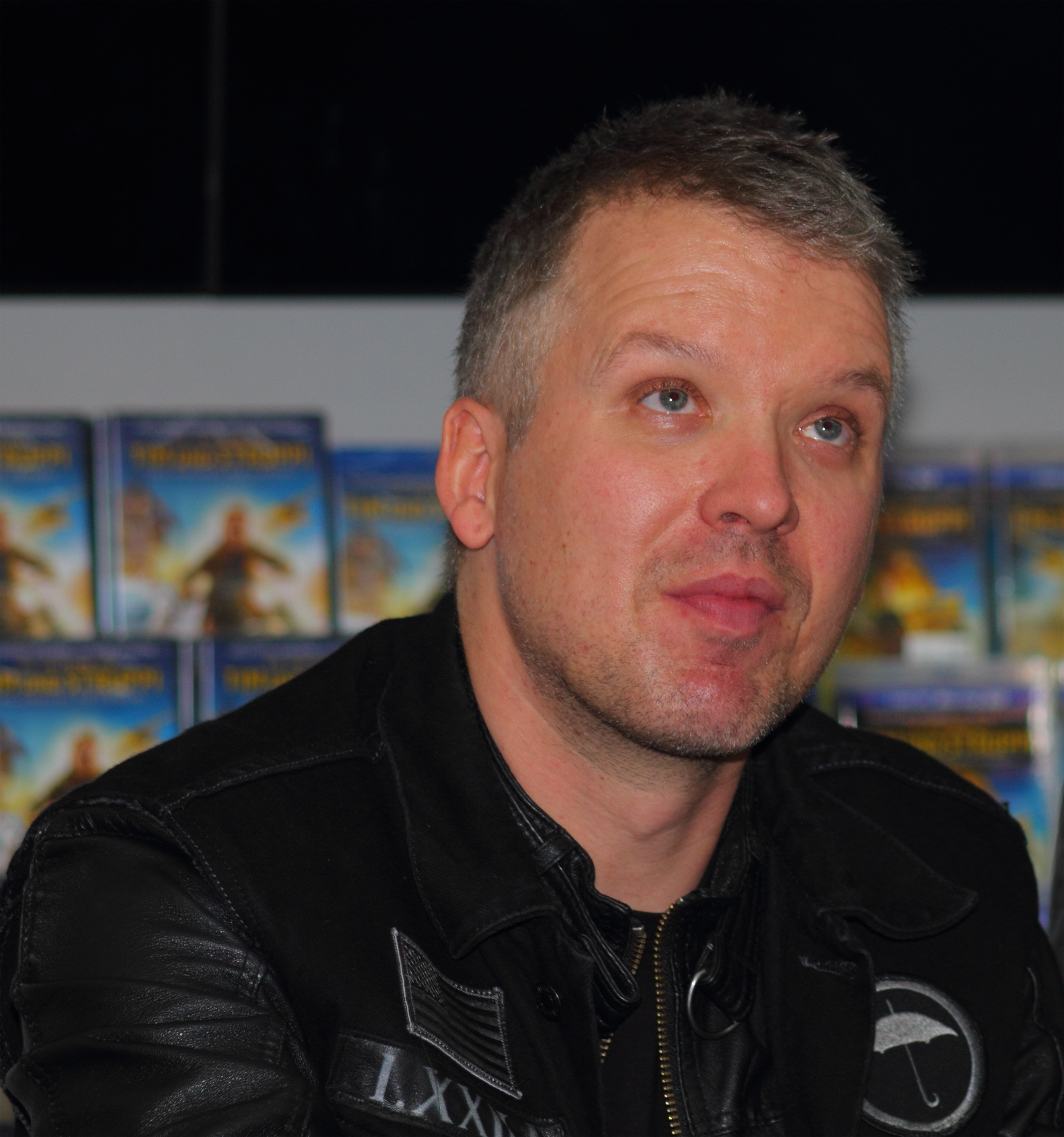
2012

Matthew Walter Wachter (* 5. Januar 1976 in Pottsville (Pennsylvania)) ist ein US-amerikanischer Bassist.
Wachter ist in New Jersey und Boston aufgewachsen. Er hat eine klassische Musikausbildung und spielt neben dem Bass auch Klavier, Gitarre und Schlagzeug. Bis 2. März 2007 spielte er in der Band Thirty Seconds to Mars, seit Anfang 2007 bei der von Tom DeLonge gegründeten Band Angels & Airwaves.
Wachter verließ auf eigenen Wunsch im Sommer 2014 Angels & Airwaves, um mehr Zeit mit seiner Familie verbringen zu können.
Ein Wiedereinstieg wurde nicht ausgeschlossen.